# Bezovje pri Šentjurju
Bezovje pri Šentjurju je naselje v Občini Šentjur.